# Bent Høie
Bent Hoie, né le 4 mai 1971 à Randaberg, est un homme politique norvégien (H). 
De 2013 à 2021, il est ministre de la Santé et des Services de soins dans le gouvernement Solberg. Il a été élu au Parlement norvégien pour le Rogaland, depuis 2000, et il a été le vice-président de son parti de 2010 à 2020. Il a dirigé la commission parlementaire pour la santé et les services de soins de 2009 à 2013. Il a fait partie du comité pour le programme conservateur pour les élections législatives de 2013 et de  2017.